# فالنتينا أرديان إليسي
فالنتينا أرديان إليسي (بالرومانية: Valentina Ardean-Elisei)‏ مواليد 5 يونيو 1982 في فوكشاني، جمهورية رومانيا الاشتراكية، هي لاعبة كرة يد رومانية تلعب كجناح أيسر. مثلت منتخب رومانيا لكرة اليد للسيدات. شاركت في دورة الألعاب الأولمبية الصيفية سنة 2008. حققت المركز الثاني في بطولة العالم لكرة اليد للسيدات 2005.

## سجل المنافسة
شاركت في البطولات التالية:
- الألعاب الأولمبية الصيفية 2016
- بطولة العالم لكرة اليد للسيدات 2005
- بطولة العالم لكرة اليد للسيدات 2011
- بطولة العالم لكرة اليد للسيدات 2013
- بطولة العالم لكرة اليد للسيدات 2015
- بطولة أوروبا لكرة اليد للسيدات 2008
- بطولة أوروبا لكرة اليد للسيدات 2010
- بطولة أوروبا لكرة اليد للسيدات 2014

## الميداليات
| الميدالية | المسابقة                            |
| --------- | ----------------------------------- |
| فضية      | بطولة العالم لكرة اليد للسيدات 2005 |
| برونزية   | بطولة العالم لكرة اليد للسيدات 2015 |
| برونزية   | بطولة أوروبا لكرة اليد للسيدات 2010 |

## روابط خارجية
- فالنتينا أرديان إليسي على موقع الاتحاد الأوروبي لكرة اليد (الإنجليزية)
- فالنتينا أرديان إليسي على موقع اللجنة الأولمبية الدولية (الإنجليزية)
- فالنتينا أرديان إليسي على موقع أوليمبيديا (الإنجليزية)